# Mikheil Gelovani
Mikheil Gelovani (in georgiano მიხეილ გელოვანი?, in russo Михаил Георгиевич Геловани?, Michail Georgievič Gelovani; Lasurija, 6 gennaio 1893, 25 dicembre 1892 del calendario giuliano – Mosca, 21 dicembre 1956) è stato un attore georgiano e sovietico, noto per le sue numerose interpretazioni cinematografiche di Iosif Stalin.

## Biografia

### Primi anni
Nato il 25 dicembre 1892 del calendario giuliano, Mikheil era il discendente della antica casata georgiana dei Gelovani. Fece il suo debutto nello spettacolo nel 1913 in un teatro di Batumi e tra il 1919 e il 1920, frequenta la scuola drammatica di Tbilisi. Nei due anni successivi, è stato un membro del cast del Teatro Rustaveli. Dal 1923, ha lavorato come attore e regista per lo studio cinematografico Goskinprom della RSS Georgiana, facendo il suo debutto sul grande schermo nel 1924 con il film Tri žizni. Nel 1927 si trasferì nell'unità di produzione Armenkino nella RSS Armena. Oltre a lavorare per il cinema, Gelovani continuò ad esibirsi in teatro sui palcoscenici di Kutaisi e Baku. Nel 1936 ritornò al Rustaveli, dove rimase per tre anni.

### Prima della guerra
Nel 1938, Gelovani interpretò per la prima Stalin nel film Velikoe zarevo di Michail Čiaureli, e venne premiato per la sua performance attoriale con l'Ordine della Bandiera rossa del lavoro il primo febbraio 1939 e con il Premio Stalin nel 1941. Gelovani divenne l'interprete ufficiale di Stalin sul grande schermo, continuando a rappresentarlo fino alla sua morte: aveva una corporatura simile a quella del leader sovietico (anche se Gelovani era più alto rispetto a lui) e oltretutto, essendo georgiano, riusciva a rendere perfettamente l'accento di Stalin. Nonostante l'attore preferito dal leader fosse stato Aleksej Dikij con la sua pronuncia russa, Gelovani ha interpretato Stalin nella maggior parte dei film. Quando si incontravano il segretario generale diceva all'attore: "Mi stai osservando molto attentamente... Non stai perdendo tempo, vero?"
Il cinema sovietico giocò un ruolo importante nel coltivare il culto della personalità di Stalin: dal 1937 in poi, con un processo graduale, il regime di Stalin venne legittimato ritraendolo come il devoto successore di Lenin e presentando positivamente i personaggi autoritari della storia russa - come nel film Ivan il Terribile di Sergej Ėjzenštejn.

### Ultimi anni
A causa della sua identificazione con Stalin, Gelovani non poté più recitare ruoli diversi in altri film dato che non gli era permesso di ritrarre i "comuni mortali". Dal 1942 al 1948, è stato membro del cast del Teatro d'arte di Mosca. Durante la Seconda guerra mondiale, il culto della personalità venne abbandonato in favore dei valori patriottici per poi ritornare nelle fasi finali del conflitto, intensificandosi nel 1945: Stalin fu considerato il solo architetto della vittoria. Nei film postbellici in cui interpretava il suo ruolo – Kljatva, La caduta di Berlino e L'indimenticabile 1919 – Gelovani presentò il leader come "un dio vivente".
L'attore venne premiato con altri tre premi Stalin, tutti per le sue interpretazioni del leader in La difesa di Caricyn del 1942, Kljatva del 1947 e nel film La caduta di Berlino del 1950, stesso anno in cui ricevette il titolo di Artista del popolo dell'Unione Sovietica.
Dopo la morte di Stalin nel 1953, Gelovani venne rifiutato per diversi film, dato che ormai era completamente identificato con il personaggio del defunto dittatore. Dal 1953 fino alla sua morte nel 1956, recitò a Mosca nel Teatro di Stato per Attori Cinematografici. Andreas Kilb scrisse che finì la sua vita come un "pietoso Kagemusha" di Stalin. Gelovani è sepolto nel cimitero di Novodevičij, accanto alla moglie Ljudmila.
Dopo il discorso segreto del nuovo segretario del PCUS Nikita Chruščëv del 1956, molte delle pellicole in cui appariva come Stalin furono bandite o private di scene rilevanti.

## Filmografia parziale

### Attore

#### Cinema
- Tri žizni (1924)
- Zloj duch (1928)
- Vozvraščenie Maksima (1937)
- Velikoe zarevo (1938)
- Lenin nel 1918 (1939)
- Vyborgskaja ctorona (1939)
- Valerij Čkalov (1941)
- Il giuramento (1946)
- La caduta di Berlino (1949)
- Ogni Baku (1950)
- L'indimenticabile 1919 (1951)
- Vichri vraždebnye (1953)

### Regista
- Zloj duch (1928)
- Molodost’ pobeždaet (1929)
- Delo doblesti (1931)
- Nastojaščij kavkazec (1931)